# Hans-Joachim Frey

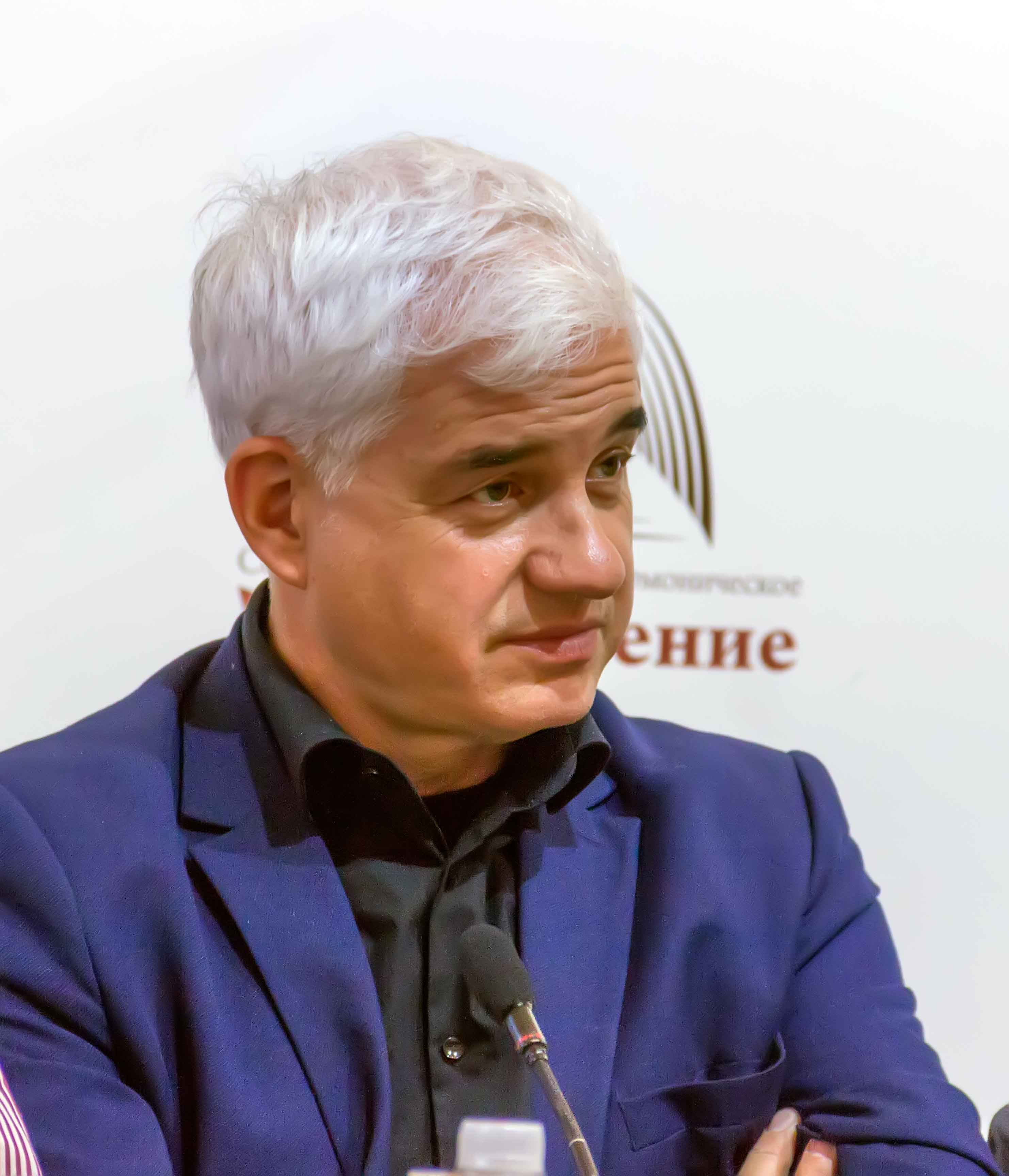
Hans-Joachim Frey, 2019

Hans-Joachim Frey (* 10. Juni 1965 in Gehrden) ist ein deutscher Kulturmanager, der in Österreich, Deutschland, Russland und auch in den Vereinigten Arabischen Emiraten tätig ist. Frey ist der Neffe von Armin Mueller-Stahl. Er war von Mai 1997 bis Juli 2007 Künstlerischer Betriebsdirektor und Operndirektor (ab Januar 2003) an der Semperoper in Dresden und von 2007 bis 2010 Generalintendant am Theater Bremen. Von 2012 bis 2017 war er in Linz als Vorstandsdirektor und Künstlerischer Leiter der LIVA tätig, dort war er unter anderem für das Brucknerhaus, das Internationale Brucknerfest und die Klangwolke verantwortlich. Zudem war er 2006 der Gründer und bis Ende 2022 1. Vorsitzender und Künstlerischer Gesamtleiter des Semperopernballs in Dresden. Zwischen 2006 und 2020 hat er alle 15 SemperOpernball-Veranstaltungen geleitet.
Er war zudem Leiter der Dresdner Opernball GmbH, die Opernbälle international veranstaltet. Er ist darüber hinaus seit Januar 2018 der Künstlerische Direktor der Sirius Fundation „Talent and Success“ für Bildung und Kultur im russischen Sotschi und für das dortige große Kulturzentrum verantwortlich. Seit März 2014 ist er offizieller Berater des Generaldirektors des Bolschoi-Theaters in Moskau.
Für seine Zusammenarbeit und die positive Darstellung autokratischer Regime wie Ägypten und Russland wird Frey kritisiert. Die Semperoper distanzierte sich nach dem russischen Überfall auf die Ukraine und seinem Bekenntnis zur russischen Politik von Frey.

## Leben und Karriere

### Jugend und Ausbildung
Frey entstammt einer ursprünglich aus Ostpreußen stammenden Familie. Er wuchs in einem evangelischen Pfarrhaus auf, besuchte die Schule in Hannover. Er erhielt Klavierunterricht und nahm sechs Jahre lang Unterricht im Kirchenorgelspiel, den er mit der Ablegung der C-Organistenprüfung abschloss. Im Alter von acht Jahren trat er dem Knabenchor Hannover bei, dem er zehn Jahre angehörte. 1984 absolvierte er das Abitur in seiner Heimatstadt. Nachfolgend leistete er seinen Wehrdienst ab.
Im Anschluss begann er an der Hochschule für Musik und Theater Hamburg ein Gesangsstudium. Gleichzeitig belegte er den Studiengang Musiktheaterregie bei Götz Friedrich. 1989 inszenierte er in Zusammenarbeit mit der Hamburgischen Staatsoper als Studienprojekt Die Fledermaus von Johann Strauss. Während der Studienzeit trat er als Sänger für Oper und Konzert auf. Zudem war er Regieassistent in Hamburg und Stockholm und brachte fünf weitere eigene Inszenierungen an Studiotheatern in Rostock und Detmold auf die Bühne. In der Folge schrieb er sich in den neuen Hochschulstudiengang Kulturmanagement bei Hermann Rauhe und Peter Ruzicka ein.
1990 erhielt er den Diplomabschluss in (Musiktheater)-Regie und 1993 den Diplomabschluss als Kulturmanager.

### Frühe Theaterarbeit
Nach dem Abschluss des Studiums arbeitete Frey ab 1993 als Künstlerischer Betriebsdirektor am Thüringer Landestheater in Eisenach und anschließend ab 1995 in derselben Funktion am Theater Bremen.

### Zeit in Dresden
Im Mai 1997 wurde Frey als künstlerischer Betriebsdirektor und Operndirektor der Sächsischen Staatsoper Dresden an der Semperoper verpflichtet. Als im August 2002 die Semperoper in Folge des Hochwassers der Elbe geschlossen werden musste, initiierte er mit Harry Kupfer die Inszenierung Carmen – eine Version nach Georges Bizet in der Gläsernen Manufaktur von VW am Rande des Großen Gartens. Unter seiner Leitung wurde Anfang 2006 nach 67-jähriger Unterbrechung anlässlich der 800-Jahr-Feier der Stadt der Dresdner Opernball wieder eingeführt.
Im Sommer 2007 wurde er aus seinem Amt als Operndirektor an der Semperoper verabschiedet. Den von ihm 2006 gegründeten SemperOpernball hat er als Direktor darüber hinaus bis Ende 2022 geleitet.

### Intendant in Bremen
Am Theater Bremen löste Frey am 1. August 2007 den 13 Jahre amtierenden Intendanten Klaus Pierwoß ab. Während der Intendanz Frey ging das Theater Bremen eine Kooperation mit der Kulturkirche St. Stephani ein, die unter anderem Theaterpredigten zu bestimmten Stücken beinhaltete. Als Highlight entwickelte er das Konzept der 2500 Zuschauer fassenden Seebühne Bremen auf dem ehemaligen Gelände der AG Weser, auf der im Sommer eine Woche lang eine Opernaufführung zu sehen war. Dort inszenierte er Der fliegende Holländer (2008), Aida (2009) und Turandot (2010).
Zu Beginn seiner Amtszeit hatte Frey die Produktion des Musicals Marie Antoinette von Michael Kunze und Sylvester Levay angekündigt. Dieses wurde von Januar bis Mai 2009 im Musicaltheater Bremen mit Mitteln des Bremer Theaters aufgeführt und zum „Musical des Jahres“ 2009 gewählt. Die Produktionskosten beliefen sich auf 5,8 Mio. Euro. Statt der erwarteten 120.000 Zuschauer besuchten nur 90.000 die Vorstellungen.
Im August 2010 beendete Frey begleitet von kritischen Äußerungen und auf eigenen Wunsch seine Intendanz in Bremen.

### Künstlerischer Leiter der LIVA in Linz
Von Januar 2012 bis November 2017 war er künstlerischer Leiter und Vorstandsdirektor der Veranstaltungsgesellschaft LIVA in Linz. Er war verantwortlich für das Brucknerhaus, das Internationale Brucknerfest, die „Klangwolken“ sowie den Posthof. Er schuf für das Brucknerhaus eine große Internationalisierung und erreichte ein breites Publikum. 2016 kritisierte ein Kontrollbericht der Stadt Linz einen Teil seiner Arbeit. Frey optimierte daraufhin alle Prozesse. Im August 2017 bot die Stadt Linz ihm eine Vertragsverlängerung an, aber er kündigte an, sein Engagement nicht fortsetzen zu wollen, und stattdessen nach Sotschi zu wechseln. Ende 2017 beendete Frey seine Tätigkeit bei der LIVA.

### Aktivitäten in Russland
Seit dem 1. Januar 2018 ist Hans-Joachim Frey Leiter des neuen Kultur- und Festivalzentrums in Sotschi der Sirius-Stiftung „Talent und Erfolg“ in Sotschi. Zudem ist er seit dem 1. März 2014 als offizieller Berater des Generaldirektoren des Bolschoi-Theaters in Moskau tätig. Sein internationaler Gesangswettbewerb der italienischen Oper Competizione dell’Opera wurde dort dreimal eingeladen und durchgeführt, in den Jahren 2011, 2016 und 2022. Die Moskauer Kammeroper Boris Pokrowski wurde zudem mehrfach zum Brucknerfestival in Linz eingeladen. Freys Beziehungen zu Russland beruhen auf langjährigen internationalen Kontakten zu Russlands Machthaber Wladimir Putin und zum Cellisten und Putin-Vertrauten Sergei Roldugin.

#### Gala und Events
2010 richtete er für das Mariinski-Theater in Sankt Petersburg die Operngala anlässlich der 150-Jahr-Feier aus. Im September 2011 fand am Moskauer Bolschoi-Theater der internationale Gesangswettbewerb Competizione dell’ Opera unter Freys Leitung statt. Damit wurde dieser Gesangswettbewerb erstmals außerhalb Deutschlands durchgeführt. Dieser Wettbewerb fand dann auch 2012 am Bolschoi-Theater in Minsk statt.
Im Jahr 2011 wurde eine von Frey organisierte Gala zum Jubiläum der 50-jährigen Städtepartnerschaft zwischen Dresden und Sankt Petersburg unter der musikalischen Leitung von Wladimir Jurowski am Michailowski-Theater aufgeführt. Im Oktober 2013 produzierte er die Eröffnungsgala des Neuen Opernhauses der Region Primorje in Wladiwostok.
Am 14. Juli 2018 hat er am Bolschoi-Theater in Moskau als Regisseur und künstlerischer Leiter die große Kultur-Gala zur Fußball-Weltmeisterschaft 2018 in Russland. Die Gala wurde live im ersten Kanal des russischen Fernsehens übertragen. Im Dezember 2018 inszenierte er die große Sportlergala der FIA (Formel 1), die „Pricegiving Ceremony“ in Sankt Petersburg.

#### Regie
Im Jahr 2011 inszenierte er Zar und Zimmermann als russische Erstaufführung an der Moskauer Kammeroper Boris Pokrowski. 2012 inszenierte Frey in Ulan-Ude und Irkutsk Der fliegende Holländer am Baikalsee. Diese Produktion erhielt als beste Operninszenierung der Saison 2013/14 den internationalen Kulturpreis der Republik Belarus. Im Oktober 2014 inszenierte er Così fan tutte am Staatstheater in Ulan-Ude, im April 2015 folgte Tosca in Wladiwostok, 2016 Ariadne auf Naxos an der Moskauer Kammeroper Boris Pokrowski. 2017 inszenierte Frey am Bolschoi-Theater Minsk die Oper Die Zauberflöte und 2018 die Oper Lucia di Lammermoor an der Neuen Oper in Moskau, zudem am Volkstheater Rostock die Oper Der Freischütz. 2020 inszenierte er am Theater Erfurt die Oper Lohengrin und am Opern- und Ballett-Theater Astrachan die Oper Carmen. 2021 inszenierte er anlässlich des 75. Jubiläums zum Kriegsende die Opern Die weiße Rose von Udo Zimmermann und Anne Frank von Grigori Frid am Bolschoi-Theater Moskau.

### Weitere Aktivitäten
Frey erhielt verschiedene Lehraufträge für Kulturmanagement, so an der Hochschule für Musik und Theater Hamburg, der Hochschule für Künste Bremen und der Hochschule für Musik Franz Liszt Weimar. 2011 bis 2016 hatte er eine Gastprofessur am Seoul Arts College und an der EWHA-Women-University in Korea inne.
2003 gründete Frey gemeinsam mit Kajo Schommer das Internationale Forum für Kultur und Wirtschaft in der Villa Tiberius in Dresden, daher auch Forum Tiberius. Unter der Schirmherrschaft Schommers organisierte Frey den Opernball, den er später als Schirmherr und Direktor des Semper Opernball e. V. selbständig organisierte.
In den Jahren 2003, 2005, 2007 und 2009 belebte er in Kooperation mit der Hochschule für Musik Carl Maria von Weber Dresden den Klavierwettbewerb „Anton G. Rubinstein“ wieder, dessen Abschlusskonzert 2009 in der Semperoper stattfand, sowie den 2004 vom Forum Tiberius ausgetragenen Internationalen Kompositionswettbewerb in der Gläsernen Manufaktur. 2010 schied Hans-Joachim Frey als Vorstandssprecher aus.
Seit 2003 führt er den 1996 von ihm gegründeten internationalen Gesangswettbewerb Competizione dell’ Opera der italienischen Oper fort, den 2001 und 2002 die Dresdner Musikfestspiele in Kooperation mit der Semperoper in Dresden durchführten. Der Wettbewerb feierte unter Freys Leitung im Februar 2022 sein 25-jähriges Jubiläum anlässlich der Durchführung des 20. Jahrganges am Moskauer Bolschoi-Theaters.

## Kontroversen
Der Verleihung des St. Georg-Ordens an den ägyptischen Präsidenten Abd al-Fattah as-Sisi im Rahmen des SemperOpernballs 2020 folgte heftige Kritik in Öffentlichkeit und Politik. Frey lobte as-Sisi als „Friedensstifter“, „Mutmacher“ und „Stimme Afrikas“. Darüber, wer konkret die Entscheidung darüber traf, den Goldorden an as-Sisi zu verleihen, schwieg Frey „aus Staatsschutzgründen“. Bereits mit vergangenen Preisträgern des St.-Georgs-Ordens hatte Ballchef Frey irritiert. So erhielt auch Russlands Staatschef Wladimir Putin 2009 den Orden des Semperopernball. Im Sommer 2021 bescheinigte Frey dem russischen Staatssender RT Deutsch in einem dort geführten Interview „eine ganz tolle Arbeit“. Dieser Sender vermeldete im Herbst 2021 auch, dass Frey von Putin die russische Staatsbürgerschaft verliehen bekommen habe. Nach dem russischen Überfall auf die Ukraine 2022 geriet Frey erneut unter Druck. Die Semperoper Dresden distanzierte sich von Frey. Am 4. März 2022 teilte der Semper Opernball e. V. mit, dass Putin die Auszeichnung aberkannt werden soll. Am 23. Mai 2023 wurde Frey von Putin mit dem Orden der Freundschaft ausgezeichnet und bekundete bei dieser Gelegenheit seine Unterstützung mit den Worten: „I am on the side of Russia“ („Ich bin auf der Seite Russlands“).

## Veröffentlichungen
- mit Jürgen Helfricht: Russland lieben lernen. Einblicke in eine Welt-Kulturnation. Husum-Verlag, Husum 2. Auflage 2019, ISBN 978-3-89876-910-5.